# شهرستان لاریمر (کلرادو)
شهرستان لاریمر (به انگلیسی: Larimer County) یک شهرستان‌های کلرادو در ایالات متحده آمریکا است که در کلرادو واقع شده‌است. شهرستان لاریمر ۶٬۸۲۲٫۰۷ کیلومتر مربع مساحت دارد.